# Arma-Goddamn-Motherfuckin-Geddon
«Arma-goddamn-motherfucking-geddon» — песня американской рок-группы Marilyn Manson, второй сингл c альбома The High End of Low. Сингл был опубликован (выложен в Интернет для скачивания) 5 мая,2009 года (одновременно с возможностью сделать предзаказ будущего альбома). Песня вошла в саундтрек игры Saints Row: The Third.

## Отзывы о песне
Metal Hammer отзывается о песне:
Топающий ритм в песне и гламурный хор Мэнсона является «повесткой дня».
Именно этот глэм роковый оттенок сияет на следе.
Мэнсон делает песню ритмичной и столь же «опасной».
Thrash Hits дал песне положительные отзывы и отметил её как главный хит этого альбома.

## Клип
3 апреля Polydor сослались на ранее неподтвержденное музыкальное видео для «Arma goddamn motherfuckin geddon», говоря, что оно будет доступно не ранее, чем 17 апреля. 6 апреля появились закулисные видео и фотографии музыкального видео песни, между 4 и 5 апреля 2009, появились фотографии которые показали, что видео может несколько пародировать визуальные темы Antichrist Superstar и The Golden Age of Grotesque.
В одной сцене стенды Мэнсона на подиуме, подобном тому, использовали во время живых выступлений «Antichrist Superstar», однако на подиуме, эмблема шока эры, немного отличается, в клипе показана эмблема содержащая долларовый символ. Несколько из этих эмблем также повешены от фона позади Мэнсона. Другая сцена показывает Мэнсона, стоящего на капоте полицейского крейсера, в то время как он переполнен знаками пикета холдинга свидетелей.
Мэнсон сказал, что музыкальное видео было снято, используя «30 или 40 камер», но только две из этих камер составляют видеозапись, замеченную в заключительном видео. Мэнсон продолжал говорить, что он интересуется выпуском «версии с 30 ракурсами» также. Мэнсон также утверждал, что песня была вдохновлена случаем, куда он ездил в студию и засвидетельствовал 'шум' с полицией.
Выпуск
Британская телевизионная станция Channel 4 объявила, что премьера музыкального видео в течение ранних часов от 18 апреля, однако это не происходило, и станция позже объяснила, что «из-за необъяснимых обстоятельств, видео не было поставлено Channel 4 вовремя, чтобы показать на экране его». Они также сообщили, что, потому что другие станции показывали на экране его, Channel 4 не планировал передать его в будущем; любопытно, это объяснение ложное. Universal Musick позже сообщила, что премьера музыкального видео ожидалось 5 мая, однако эта дата не была встречена также. 14 мая, однако, музыкальное видео появилось.
В августе 2009 появилась «Режиссёрская версия клипа» на блоге Делэни Бишопа. Делэни Бишоп, директор видео, позже выпустил выдержку из режиссёрской версии клипа через его веб-сайт, и находится также на YouTube. Выдержка была всем вторым стихом, состоя из видеозаписи, почти полностью отличающейся от оригинала.

## Список композиций
UK CD Single
1. Arma-goddamn-motherfuckin-geddon (Album Version)
2. Arma-goddamn-motherfuckin-geddon (The Teddybears Remix)

UK 7-inch
1. Arma-goddamn-motherfuckin-geddon (Album Version)
2. Arma-goddamn-motherfuckin-geddon (Alternate Version)

UK CD Single Promo
1. Arma-goddamn-motherfuckin-geddon (The Teddybears Remix)
2. Arma-goddamn-motherfuckin-geddon (The Teddybears — Ultra-Clean Remix)
3. Arma-goddamn-motherfuckin-geddon (Album Version)
4. Arma-goddamn-motherfuckin-geddon (Ultra-Clean Version)

EU CD Single EP
1. Arma-goddamn-motherfuckin-geddon (Album Version)
2. Arma-goddamn-motherfuckin-geddon (The Teddybears Remix)
3. Arma-goddamn-motherfuckin-geddon (Alternate Version) 4. Arma-goddamn-motherfuckin-geddon (Clown/Slipknot ~ Fuck The God Damn TV And Radio Remix)

## Интересные факты
Песня является саундтреком к игре Saints Row: The Third.